# Soricidae
Musarañas remite aquí; para el libro de cuentos de Eduardo Blanco Amor, véase Las musarañas.
Los sorícidos (Soricidae), conocidos comúnmente como musarañas o musgaños, son una familia de mamíferos placentarios del orden Eulipotyphla. Son animales de menor tamaño que se encuentran en casi todo el mundo, se caracterizan por sus pequeños ojos y un largo hocico con bigotes muy sensibles. 
Por convergencia evolutiva, son parecidos a un ratón pero no son roedores sino que están emparentados con los topos. Sin embargo, estudios filogenéticos recientes indican que están más estrechamente emparentados con el erizo y por ello los soricomorfos y erizos se clasifican en el orden Eulipotyphla.

## Morfología
Todas las musarañas son comparativamente pequeñas, varias apenas alcanzan el tamaño de un ratón. Las musarañas tienen una apariencia parecida a la de un ratón, pero su hocico es alargado y puntiagudo. Las extremidades son cortas, los pies terminan en cinco dedos cada uno y no están especializados. Sin embargo, en algunas especies acuáticas, los dedos tienen un borde de cerdas que actúa de manera similar a la piel palmeada . Las musarañas son mamíferos comparativamente pequeños, que alcanzan longitudes de cabeza y cuerpo de 3 a 18 centímetros, en su mayoría entre 6 y 10 centímetros. La longitud de la cola es variable, especialmente algunas especies subterráneas tienen una cola notoriamente corta. El peso suele variar entre 3 y 18 gramos, en casos excepcionales hasta 65 gramos. La especie más grande de este grupo es la musaraña casera (Suncus murinus) de Asia tropical, la cual tiene cerca de 15 cm de largo y un peso cercano a los 100 gramos. Por otra parte la musaraña etrusca (Suncus etruscus) la cual tiene entre 3,5 y 5 cm  y 1,8 a 3 g, puede ser el mamífero más pequeño que existe. Muchas especies tienen glándulas odoríferas con las que marcan su territorio.
El pelaje suele ser denso y corto, y su coloración varía desde el marrón amarillento pasando por diversas tonalidades de gris y marrón hasta el negro. La parte inferior suele ser más clara, aunque en algunas especies hay una transición abrupta entre la parte superior oscura y la parte inferior clara. El corazón de una musaraña late entre 800 y 1000 veces por minuto.

## Alimentación
Son los mamíferos más activos que existen. Las musarañas son carnívoros que se alimentan principalmente de insectos y sus larvas, lombrices de tierra, caracoles y otros invertebrados. A veces también consumen pequeños vertebrados, y su saliva venenosa les ayuda a dominar a presas más grandes. Si surge la oportunidad, en el menú también se encuentran presas del doble de tamaño, como topillos, sapos o pequeñas serpientes. En consecuencia, además de su alimento principal, larvas de escarabajos y caracoles acuáticos, las musarañas acuáticas también cazan y comen peces pequeños. A veces pueden aprovechar carroña y pueden llegar a cazar y comer pequeños vertebrados tales como ratones de campo, lagartijas, e incluso (siendo casos excepcionales) ratas.
En pequeña medida, también consumen material vegetal como semillas y frutos secos.

## Defensa
Se defienden de sus depredadores mediante unas glándulas odoríferas que producen un olor desagradable que les hace un plato poco atractivo para animales con buen olfato como perros y mapaches, aunque son depredadas principalmente por las aves que tienen un sentido del olfato débil, como las lechuzas o las aves rapaces. Algunas especies de musaraña tienen saliva venenosa que usan para paralizar presas pequeñas como insectos y lombrices, al igual que los topos.

## Hábitos
Aunque las hay semiacuáticas, la mayoría de las 264 especies de musarañas son terrestres. Prefieren los lugares con cierta humedad, así como los terrenos pedregosos con abundante vegetación. Están presentes en bosques de hoja caduca, límites de campos de cultivo y charcas, bordes de caminos, graneros, pastizales con hierba cortada, campos, y desiertos.
Excavan sus madrigueras que tapizan con vegetación y tienen allí sus crías, unas seis por parto, las cuales nacen sin pelo. La gestación tiene una duración de entre 27 y 33 días, normalmente menos de 30. Su vida es breve, de apenas un año, siendo los mamíferos con menor longevidad, aunque en cautiverio pueden vivir hasta cuatro años.

## Ecolocalización

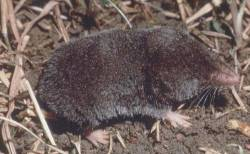
La musaraña septentrional de cola corta es conocida por su ecolocalización.

Los únicos mamíferos terrestres conocidos por su ecolocalización son dos géneros (Sorex y Blarina) de musarañas, las tenrecs de Madagascar, murciélagos, y los solenodons. Estos incluyen la musaraña bicolor (Sorex araneus) y la musaraña nómada (Sorex vagrans) y la musaraña septentrional de cola corta (Blarina brevicauda). Estas musarañas emiten una serie de chirridos ultrasónicos. Por naturaleza, los sonidos de las musarañas, a diferencia de los de los murciélagos, son de baja amplitud, de banda ancha, multiarmónicos y modulados en frecuencia. No contienen "clics de ecolocalización" con reverberación y parece que se usan para una orientación espacial simple y de corto alcance. A diferencia de los murciélagos, las musarañas usan la ecolocalización solo para investigar sus hábitats en lugar de buscar alimentos. 

A excepción de los objetos grandes y, por lo tanto, fuertemente reflectantes, como una piedra grande o el tronco de un árbol, probablemente no puedan desentrañar escenas de eco, sino obtener información sobre el tipo de hábitat a partir de las reverberaciones generales de la llamada. Esto podría ser comparable al oído humano, ya sea que uno chille en un bosque de hayas o en una bodega reverberante.

## Clasificación

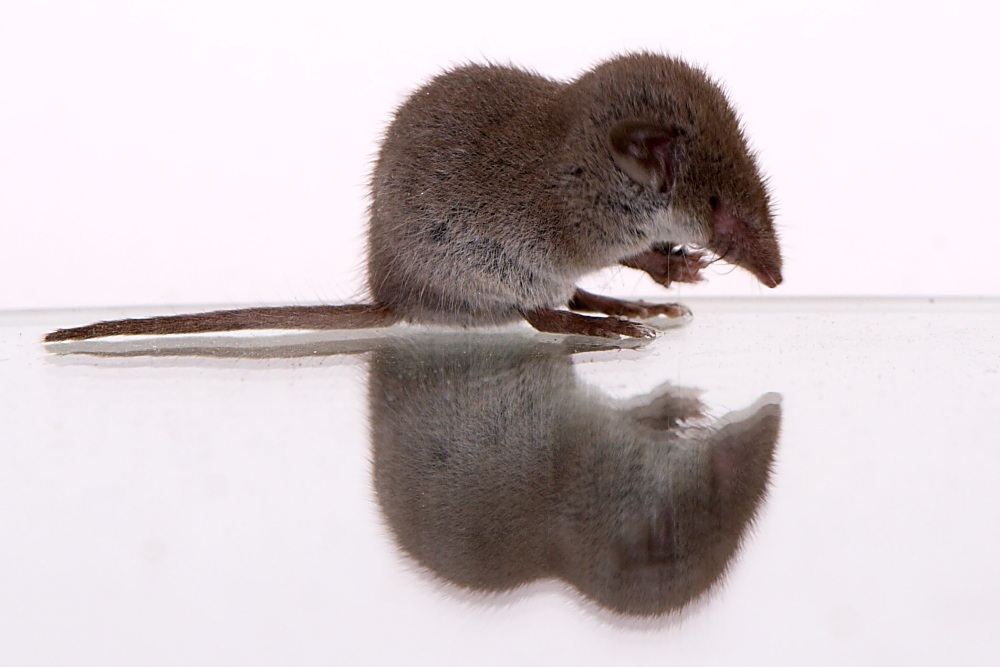
Crocidura suaveolens

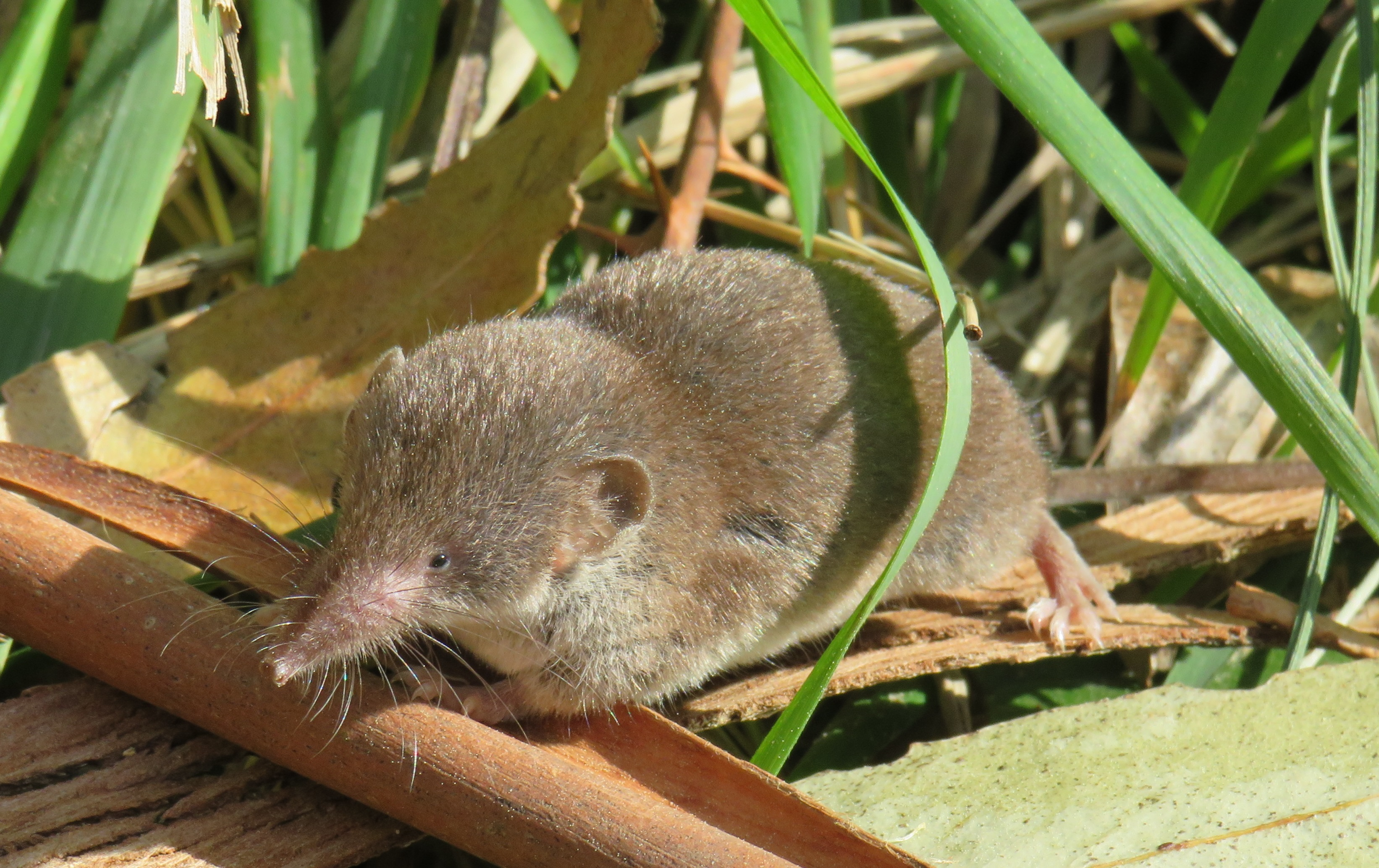
Crocidura russula

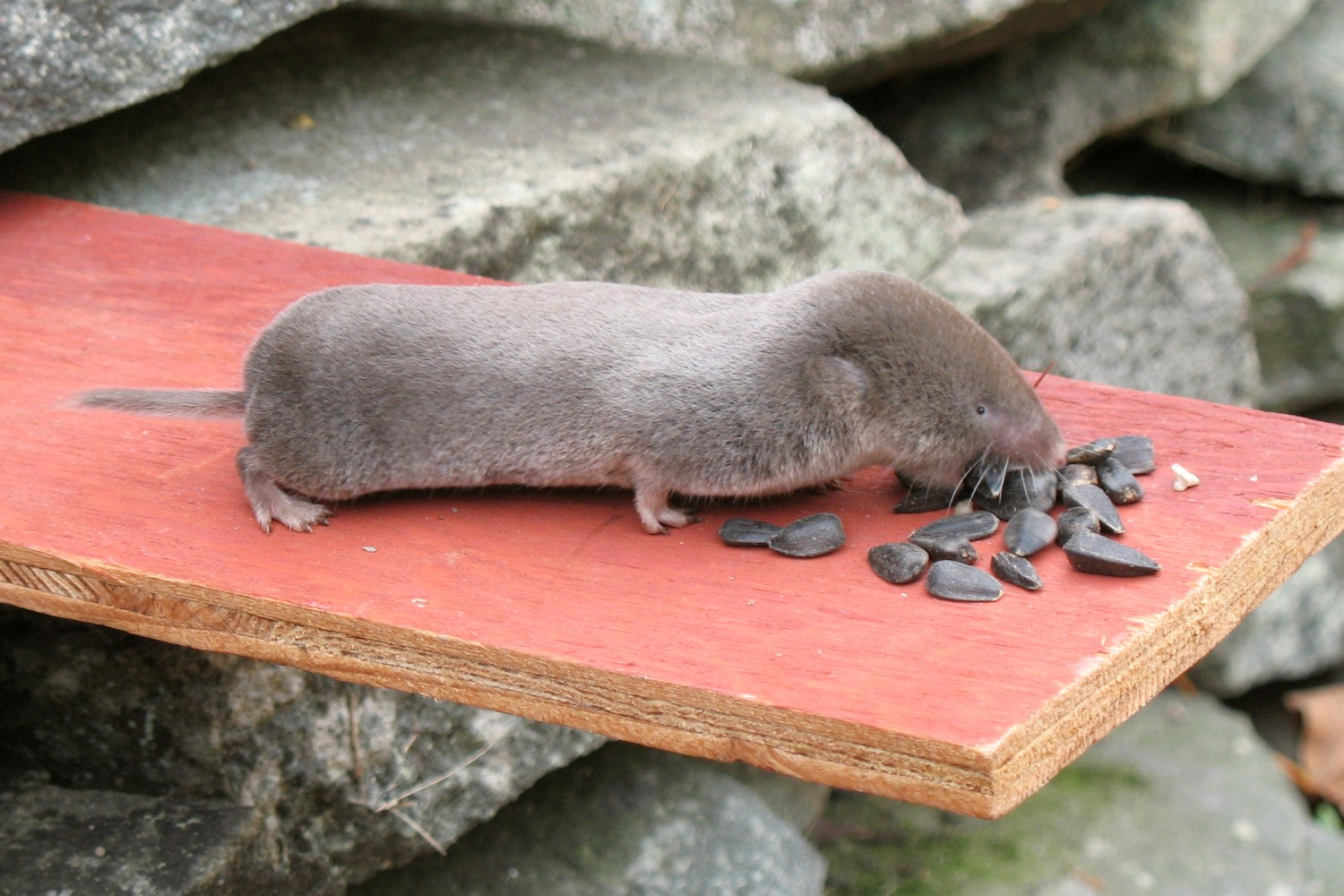
Blarina brevicauda

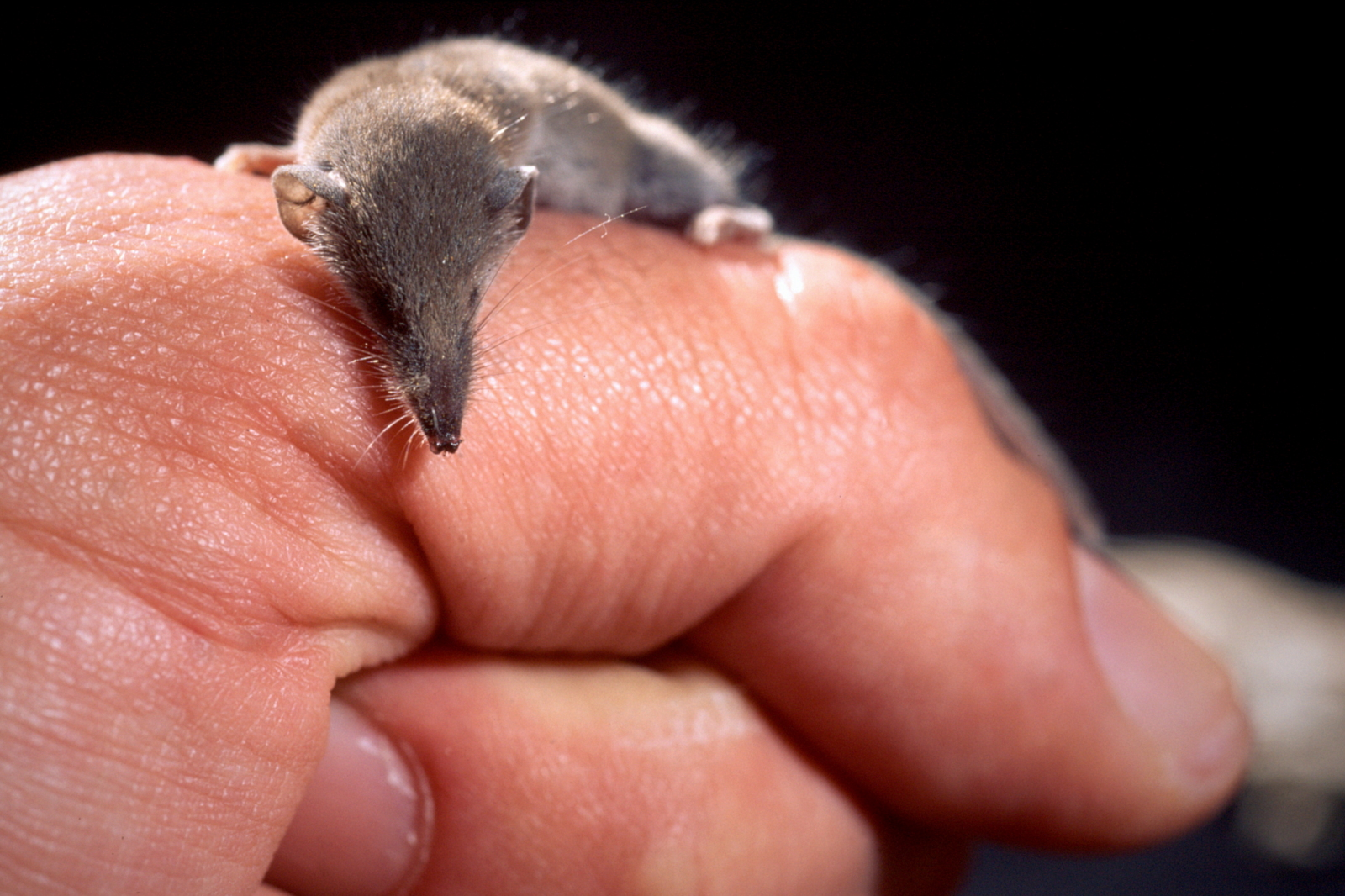
Suncus etruscus

### Sistemática interna

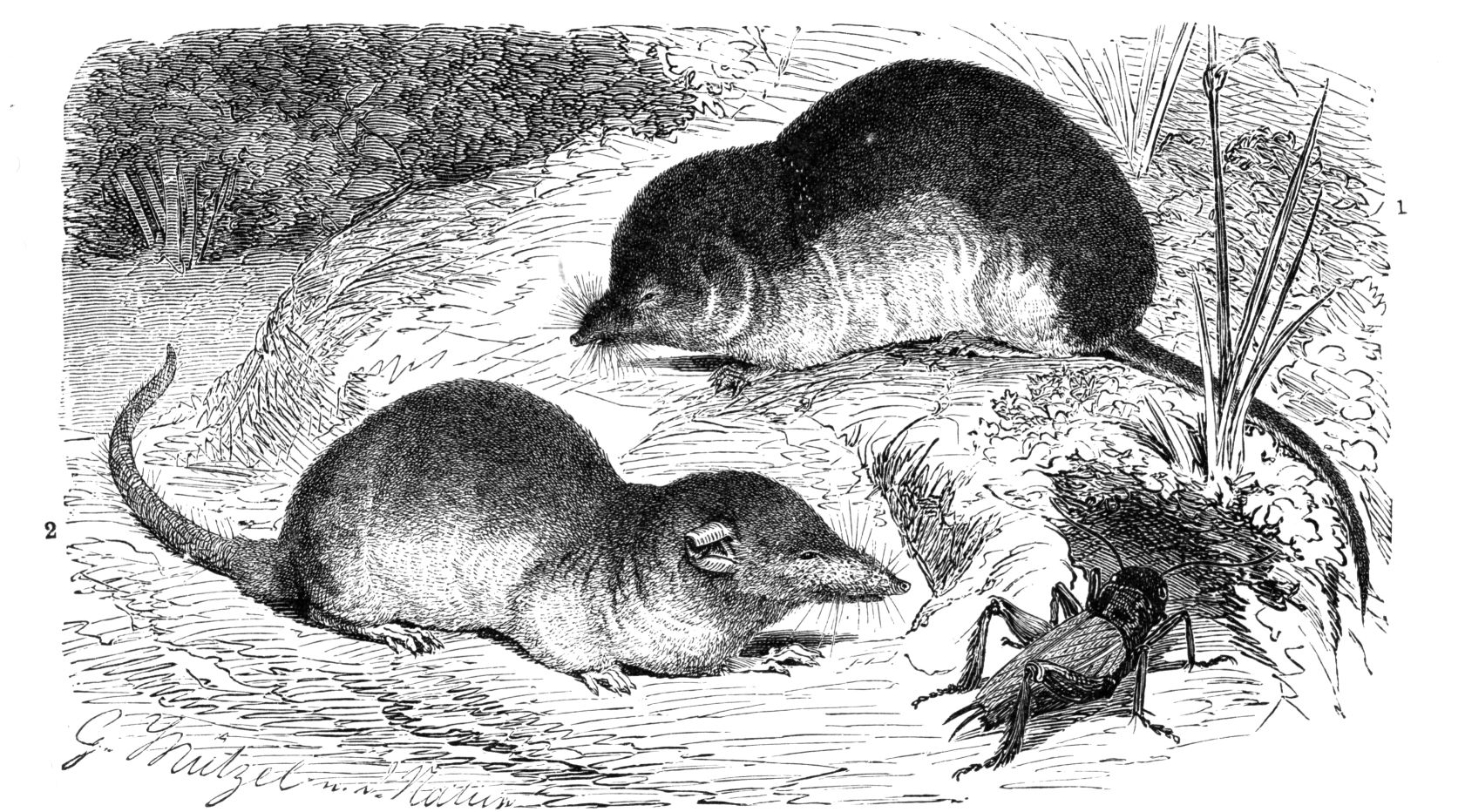
Dos especies de musarañas centroeuropeas: arriba la musaraña del bosque, representante de las musarañas de dientes rojos, abajo la musaraña doméstica, representante de las musarañas de dientes blancos.

La familia de las musarañas se divide en tres subfamilias con unos 25 géneros y más de 350 especies.

#### Musarañas de dientes blancos o de pestañas
Los miembros de la subfamilia de las  musarañas de dientes blancos o pestañas (Crocidurinae) se caracterizan por tener dientes blancos y cilios en la cola y la parte posterior del cuerpo. Tienen menos dientes (de 26 a 28) que las musarañas de dientes rojos (Sorex).
Las musarañas de dientes blancos están restringidas al Viejo Mundo, en Eurasia y África, con la mayor diversidad de especies en África Central. Los siguientes géneros están incluidos en esta subfamilia:
- El género de musarañas de dientes blancos (verdaderas). (Crocidura) se considera el género de mamíferos más rico en especies, con unas 170 especies. La mayoría de ellas viven en África o el sudeste asiático, tres especies se dan en Europa Central: la musaraña de campo (C. leucodon), la musaraña doméstica (C. russula) y la musaraña de jardín (C. suaveolens).
- El género de musarañas de cola gruesa (Suncus) comprende más de 15 especies que viven en el sur de Europa, África y Asia meridional y sudoriental. Se caracterizan por sus colas tupidas. Las especies más conocidas son la musaraña etrusca (S. etruscus) -que, junto con el murciélago nariz de cerdo, se considera el mamífero más pequeño de todos- y la musaraña almizclera (S. murinus).
- La musaraña de garras largas de Pearson (Solisorex pearsoni) es endémica de Sri Lanka.
- La musaraña de garras largas de Kelaart (Feroculus feroculus) también es endémica de Sri Lanka.
- La musaraña del desierto de Pied ('Diplomesodon pulchellum) habita en estepas y semidesiertos del sur de Rusia y Asia Central.
- El género Palawanosorex' incluye a la musaraña del musgo de Palawan. (P. muscorum) y la musaraña de musgo de Kinabalu (P. ater) incluye dos especies de la isla filipina de Palawan y de Borneo.[8][9]
- Las tres especies del género musarañas ciliadas del Congo (Paracrocidura) se caracterizan por tener la cabeza relativamente grande y rasgos especiales en la zona de los dientes. Viven en África central.
- La musaraña de Ruwenzori (Ruwenzorisorex suncoides) vive sólo en las montañas Ruwenzori en África.
- Las musarañas acorazadas (Scutisorex) de África central se caracterizan por su espina dorsal especialmente resistente y flexible.
- Las aproximadamente diez especies del género Sylvisorex' habitan los bosques de África central y meridional. Se caracterizan por el pelo suave y largo de su cuerpo.

#### Myosoricinae
Los géneros de la subfamilia Myosoricinae se clasificaban anteriormente como Crocidurinae. Se diferencian de éstos por la presencia de un tercer premolar inferior y otros detalles en la estructura del cráneo. Los miembros de esta subfamilia están restringidos al centro y sur de África. Se incluyen los siguientes géneros:
- Las musarañas africanas del bosque (género Myosorex) habitan principalmente en regiones forestales húmedas del centro y sur de África.
- Los animales del género Congosorex' se parecen a las musarañas de los bosques africanos. El género comprende tres especies, dos de las cuales no se descubrieron hasta el siglo XXI.
- Las tres especies de musarañas topo (Surdisorex) se encuentran exclusivamente en las regiones montañosas de Kenia, a unos 3000 metros de altitud. Se caracterizan por una cola corta y un estilo de vida parcialmente subterráneo.

#### Musarañas de dientes rojos

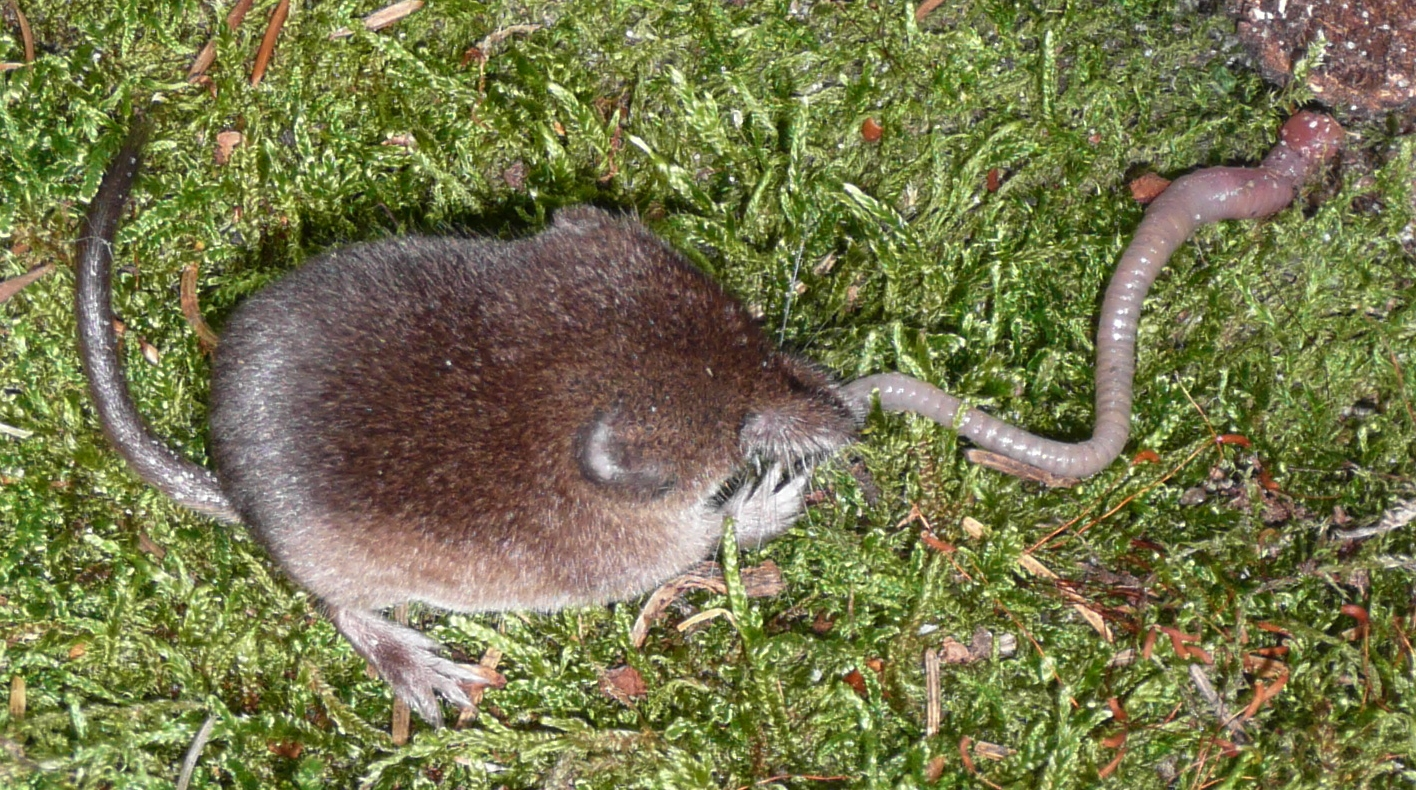
Una musaraña del bosque comiendo una lombriz de tierra.

Los miembros de la subfamilia de las  musarañas de dientes rojos (Soricinae) se caracterizan por tener las puntas de los dientes rojas y amarillentas. También tienen más dientes (30 o 32) que las demás subfamilias, y carecen de pelos ciliados en la cola y el extremo posterior del cuerpo.
Las musarañas de dientes rojos viven en Eurasia, en América del Norte y América Central, así como en el noroeste de América del Sur; están ausentes en África. Se distinguen los siguientes géneros:
- El género de musarañas de dientes rojos (verdaderas). (Sorex) comprende casi 80 especies. Se caracterizan por tener la cola larga y las orejas pequeñas y habitan en gran parte de Eurasia y Norteamérica. Entre las especies centroeuropeas se encuentran: la musaraña del bosque (S. araneus) - su encogimiento corporal temporal y pérdida de peso durante el invierno se publicó en 1949 y 2017; la musaraña alpina (S. alpinus), la musaraña pigmea (S. minutus), así como la S. coronatus.
- Las musarañas de agua (Neomys) comprenden tres especies en Europa y Asia occidental. Están adaptadas a la vida acuática por el pelo de sus patas. Son muy conocidas la musaraña de agua (N. fodiens) y la musaraña de los pantanos (N. anomalus).
- Las musarañas de cola de muñón (Anourosorex) están adaptadas a un estilo de vida subterráneo similar al de los topos, con sus patas delanteras en forma de garra y sus ojos regresivos. Se encuentran en Asia oriental y sudoriental.
- Las musarañas asiáticas de cola corta (Blarinella) viven en el suroeste de China y el norte de Myanmar. Su cuerpo corto también está adaptado a un estilo de vida excavador.
- Las cuatro especies de musarañas americanas de cola corta (Blarina) se encuentran en el sur de Canadá y Estados Unidos. Son animales relativamente bien estudiados, a menudo excavadores.
- Las aproximadamente 30 especies de musarañas de orejas pequeñas (Cryptotis) están restringidas al continente americano. Viven en grupos y se consideran más sociales que la mayoría de las otras especies de musarañas.
- Las seis especies de musarañas castor (Chimarrogale) son parecidas a las musarañas de agua, con flecos erizados en las patas adaptados a la locomoción natatoria. Viven en Asia oriental.
- El género Chodsigoa' comprende ocho especies que viven principalmente en China.
- Las cuatro especies del género Episoriculus habitan en humedales de Asia.
- El género Nectogale' incluye dos especies, son las únicas musarañas equipadas con verdaderas patas palmeadas. Viven en el sur de China y en la región del Himalaya. Se cree que los peces forman parte de su dieta.
- El género Nesiotites' vivió en algunas islas mediterráneas hasta hace unos miles de años.
- La musaraña de grandes garras de Sikkim (Soriculus nigrescens) habita en la región del Himalaya.
- La musaraña del desierto mexicano (Megasorex gigas) habita en el suroeste de México y vive en bosques y semidesiertos.
- La musaraña gris del desierto (Notiosorex) vive en zonas áridas del suroeste de Estados Unidos y el norte de México.

#### Otros animales llamados «musarañas»
No pertenecen a la familia de las musarañas:
- las musarañas nutria (Potamogalidae), familia emparentada con los tenrecs,
- las musarañas elefante (Elephantulus), un género de musarañas proboscídeas, y
- las extintas  musarañas caribeñas (Nesophontidae) de las islas del Caribe, que constituían una familia propia.
- Familia Soricidae
  - Subfamilia Crocidurinae
    - Género Crocidura
    - Género Diplomesodon
    - Género Feroculus
    - Género Palawanosorex
    - Género Paracrocidura
    - Género Ruwenzorisorex
    - Género Scutisorex
    - Género Solisorex
    - Género Suncus
    - Género Sylvisorex

  - Subfamilia Myosoricinae
    - Género Congosorex
    - Género Myosorex
    - Género Surdisorex

  - Subfamilia Soricinae
    - Género Dolinasorex (†)
    - Tribu Anourosoricini
      - Género Anourosorex

    - Tribu Blarinellini
      - Género Blarinella

    - Tribu Blarinini
      - Género Blarina
      - Género Cryptotis

    - Tribu Nectogalini
      - Género Chimarrogale
      - Género Chodsigoa
      - Género Episoriculus
      - Género Nectogale
      - Género Neomys
      - Género Nesiotites
      - Género Soriculus

    - Tribu Notiosoricini
      - Género Megasorex
      - Género Notiosorex

    - Tribu Soricini
      - Género Sorex

## Cultura popular
En español existe la expresión estar pensando en las musarañas que alude a alguien que está distraído. Las musarañas son animales que emergen de la tierra ocasionalmente y no tienen utilidad conocida para el ser humano, de ahí que antiguamente se considerara que quien estaba en el campo mirando aparecer las musarañas en vez de trabajar la tierra, estaba distraído y perdiendo el tiempo.

## Para más información
- Buchler ER (November 1976). «The use of echolocation by the wandering shrew (Sorex vagrans)». Animal Behaviour 24 (4): 858-73. S2CID 53160608. doi:10.1016/S0003-3472(76)80016-4.
- Busnel RG, ed. (1963). Acoustic Behaviour of Animals. Amsterdam: Elsevier Publishing Company.
- Forsman KA, Malmquist MG (1988). «Evidence for echolocation in the common shrew, Sorex araneus». Journal of Zoology 216 (4): 655-662. doi:10.1111/j.1469-7998.1988.tb02463.x.
- Gould E (1962). Evidence for echolocation in shrews (Tesis de Ph.D.). Tulane University.
- Gould E, Negus NC, Novick A (June 1964). «Evidence for echolocation in shrews». The Journal of Experimental Zoology 156: 19-37. PMID 14189919. doi:10.1002/jez.1401560103.
- Hutterer, Rainer (1976). Deskriptive und vergleichende Verhaltensstudien an der Zwergspitzmaus, Sorex minutus L., und der Waldspitzmaus, Sorex araneus L. (Soricidae - Insectivora - Mammalia) (Ph.D. Thesis) (en alemán). Univ. Wien. OCLC 716064334.
- Hutterer, Rainer; Vogel, Peter (1977). «Abwehrlaute afrikanischer Spitzmäuse der Gattung Crocidura Wagler, 1832 und ihre systematische Bedeutung». Bonner zoologische Beiträge (en alemán) 28 (3/4): 218-27.
- Hutterer R, Vogel P, Frey H, Genoud M (1979). «Vocalization of the shrews Suncus etruscus and Crocidura russula during normothermia and torpor». Acta Theriologica 24 (21): 267-71. doi:10.4098/AT.arch.79-28.
- Irwin DV, Baxter RM (1980). «Evidence against the use of echolocation by Crocidura f. flavescens (Soricidae)». Säugetierkundliche Mitteilungen 28 (4): 323.
- Kahmann H, Ostermann K (July 1951). «[Perception of production of high tones by small mammals]» [Perception of production of high tones by small mammals]. Experientia (en alemán) 7 (7): 268-9. PMID 14860152. S2CID 26738585. doi:10.1007/BF02154548.
- Köhler D, Wallschläger D (1987). «Über die Lautäußerungen der Wasserspitzmaus, Neomys fodiens (Insectivora: Soricidae)» [On vocalization of the european water shrew Neomys fodiens (Insectivora: Soricidae)]. Zoologische Jahrbücher (en alemán) 91 (1): 89-99.
- Sales G, Pye D (1974). Ultrasonic communication by animals. London.